# 融通物
融通物又稱流通物，為可為私權上交易的客體者，可買賣、持有，以融通物為標的契約有效成立，一般私人所有物均屬之。